# Jun Miyake
Jun Miyake (Kyoto, 7 gennaio 1958) è un musicista giapponese.

## Biografia
Scoperto da Terumasa Hino, Miyake comincio la carriera musicale come trombettista.
Studiò al Berklee College of Music dal 1976 al 1981. Nel 1981, fu premiato per una sua composizione al Massachusetts Artist Foundation.
Dopo essere tornato a Tokyo, divenne un compositore di successo, pubblicando ad oggi 27 album e collaborando a colonne sonore di film, documentari, balletti, ecc.
Miyake è noto in particolare per la colonna sonora del film Pina (specialmente per i brani "Lilies in the Valley" e "The Here and After"), nominato dall'Academy Awards fra i migliori documentari nel gennaio 2012.
Nel 2016 ha arrangiato l'inno nazionale giapponese Kimigayo per la cerimonia di chiusura dei giochi della XXXI Olimpiade.

## Discografia
- 1983 — JUNE NIGHT LOVE (TDK RECORDS)
- 1984 — Especially Sexy (TDK RECORDS)
- 1988 — TOKOSHIE no TENOHIRA 〈永遠乃掌 〉 (SWITCH RECORDS)
- 1989 — Cycloid / Stokesia (FUNHOUSE)
- 1991 — ONE (PONY CANYON)
- 1991 — Sublime&JUN MIYAKE / RECIENTE (WEA MUSIC)
- 1991 — zans / La Party (NIPPON COLUMBIA)
- 1993 — ENTROPATHY 〈星ノ玉ノ緒〉 (SONY RECORDS)
- 1996 — JUN MIYAKE CM TRACKS VOL.1 (SLC RECORDS)
- 1996 — JUN MIYAKE CM TRACKS VOL.2 (SLC RECORDS)
- 1996 — 常夏乃憂ヒ JUN MIYAKE LIVE at CAY '95 (SAIDERA RECORDS)
- 1997 — Latinism Reversible (TOKUMA JAPAN COMMUNICATIONS)
- 1998 — "angels rondo" MUSIC for TAKAYUKI TERAKADO EXHIBITION (TERAPIKA RECORDS)
- 1999 — Glam Exotica ! (BEAMS RECORDS)
- 2000 — Mondo Erotica ! (BEAMS RECORDS)
- 2000 — Innocent Bossa in the mirror (BEAMS RECORDS/CONSIPIO RECORDS)
- 2007 — Stolen from strangers (drApe/VIDEOARTS)
- 2009 — "The Miraculous Mandarin (Parco)"
- 2009 — "Vollmond music from the dance theater of Pina Bausch (VideoArts)"
- 2010 — "Jeanne d'arc Soundtrack (Pony Canyon)"
- 2010 — Sublime&JUN MIYAKE / LUDIC  (YELLOWBIRD)
- 2011 — Pina by Wim Wenders Soundtrack  (Wenders Music)
- 2013 — Lost Memory Theatre act-1 / (drApe/P-VINE, enja-yellowbird)
- 2014 — Woyzeck  (Pony Canyon)
- 2014 — 9 Days Queen  (Pony Canyon)
- 2014 — Lost Memory Theatre act-2 / (drApe/P-VINE, enja-yellowbird)

## Filmografia parziale
- Itoshi no Half Moon, regia di Yōjirō Takita (1987)
- The Story of Pupu - Kensaku Watanabe (1998)
- Ogni maledetta domenica - Any Given Sunday (Any Given Sunday), regia di Oliver Stone (1999)
- Mask de 41, regia di Taishi Muramoto (2004)
- Coffee with Pina, regia di Lee Yanor (2005)
- L'Ombre et la Main, regia di Laurence Garret (2006)
- Mourir d'Aimer, regia di Josse Dayan (2009)
- Katai, regia di Claire Doyon (2010)
- 3 femmes amoureuses, regia di Pierre Daigniere (2010)
- The Women, regia di Diane English (2010)
- Jonas, regia di Christian Ulmen & Robert Wilde (2011)
- Mangia prega ama (Eat Pray Love), regia di Ryan Murphy (2011)
- Pina, regia di Wim Wenders (2011)
- Tiens-toi droite, regia di Katia Lewkowicz (2014)
- L'incredibile vita di Norman (Norman: The Moderate Rise and Tragic Fall of a New York Fixer), regia di Joseph Cedar (2016)